# 笠井町
笠井町（かさいちょう）は、静岡県の長上郡・浜名郡に属していた町。現在の浜松市中央区北東部にあたり、笠井町、笠井上町、笠井新田町が存在する。本項では発足時の名称である笠井村（かさいむら）についても記す。

## 地理
- 河川：天竜川、安間川

## 歴史
- 江戸時代から笠井では笠井市が開かれ、湖北の金指市や北遠の二俣市とともに流通経済の拠点となっていた。1890年（明治23年）には笠井に遠陽市場が建設されている。

- 1889年（明治22年）4月1日 - 町村制の施行により笠井村、笠井新田村、上村が合併して長上郡笠井村が発足。
- 1891年（明治24年）9月17日 - 笠井村が町制施行して笠井町となる。
- 1896年（明治29年）4月1日 - 郡制の施行により所属郡が浜名郡に変更。
- 1951年（昭和26年）4月1日 - 笠井町と豊西村と合併し、改めて笠井町が発足。
- 1954年（昭和29年）3月31日 - 笠井町が浜松市に編入され、同日笠井町廃止。
- 2007年（平成19年）4月1日 - 浜松市が政令指定都市に移行し、旧村域は東区の所属となる。
- 2024年（令和6年）1月1日 - 浜松市の行政区再編に伴い、旧村域が中央区となる。

## 交通

### 鉄道
- 浜松電気鉄道（遠州鉄道の子会社）
  - 笠井線（1914年 - 1944年）
    - 女学校前停車所[1] - 遠州笠井駅

### バス
- 遠鉄バス
  - 74・77蒲線：（さぎの宮 経由 浜松駅 方面 - ）西ノ山 - 笠井協働センター - 笠井本町 - 笠井 - 笠井北（ - 笠井上町 方面）（大半の便は朝夕のみ運行）
  - 73・75・76笠井線（、78蒲線）（上石田／産業展示館 経由 浜松駅 方面 - ）笠井本町 - 笠井 - 笠井北（ - 笠井上町 方面）（73・76は笠井上町方面行のみ、産業展示館経由は朝のみ運行）

## 道路
- 静岡県道45号天竜浜松線（笠井街道）
  - 浜松市から市野・笠井・中瀬などを経由して天竜川に架かる鹿島橋に至る街道。延宝8年（1680年）頃に作られた『青山家御領分絵図』には、東海道から分岐して北上する笠井街道が描かれている[2]。1919年（大正8年）には浜松と笠井の間が静岡県道に指定され、1925年（大正14年）には笠井と鹿島の間が静岡県道に指定された。

## 娯楽
- 笠井劇場 - 劇場・映画館（1937年〜1960年代）[3]。

## 名所・旧跡
- 笠井城 – 笠井中学校西側の御殿山稲荷境内に笠井城址の碑が立っている。長篠の戦いで討死した武田家臣の笠井満秀が城主だったと伝えられる。
- 泰龍山笠井院法栄寺 – 浄土宗の名刹。もとは臨済宗の笠井院[4]。
- 笠井観音（笠井観音堂、笠かむり観音）・觀光山福來寺 – 笠冠り観音の伝承がある。毎年1月10日には笠井の二大祭りの一つであるだるま市を開催する[5]。浄土宗[6]。
- 龍雲山源長院 – 曹洞宗の寺院。俳人の松島十湖の菩提寺[7]。
- 蛭子森古墳 – 古墳時代後期の古墳。
- 春日神社 – 文明14年（1482年）に室町幕府将軍の足利義尚によって創建されたと伝えられる。天文10年（1541年）に今川義元によって社殿が造営されたと伝えられる。笠井まつりを開催する[8]。
- 服織神社 – 式内社。
- 無量山寶珠院定明寺（浄土宗）
- 安國山養圓寺（浄土宗）
- 天龍山藏泉寺（臨済宗方広寺派）[9][10][11][12]
  - 正覚坊大権現
- 金光山正光禪寺（臨済宗方広寺派）

## 出身者
- 小栗広伴[13] - 江戸時代の歌人。豊田郡石原村（後の豊西村、笠井町）出身。
- 松島十湖[14] - 明治大正期の俳人・篤志家・政治家。豊田郡中善地村（後の豊西村、笠井町）出身。